# La Surprise
La Surprise, em português A Surpresa, é uma pintura de Antoine Watteau de 1718. A obra mostra um homem e uma mulher abraçados, e um músico toca um instrumento de corda.
O quadro foi pintado em 1718 e formava com "L'Accord parfait" um par de quadros que teve como primeiro proprietário Nicolas Henin, um conselheiro do rei e amigo de Watteau (falecido em 1721 aos 37 anos). 
Os dois quadros foram vendidos separadamente em 1756 pelo herdeiro de Henin, que publicara uma gravura de cada.
"L'Accord parfait" se encontra no museu de Los Angeles, no entanto "La Surprise" teve vários proprietários ao longo dos anos e foi referenciado pela última vez em 1764 no catálogo de um coleccionador que se apresentava como seu proprietário, o quadro era conhecido apenas pela gravura e por uma cópia que figurava na colecção real do Palácio de Buckingham, em Londres. 
O original foi redescoberto em março de 2008, no canto de um salão de uma casa de campo de uma família britânica, por um perito que ali se deslocara para examinar uma outra tela.Consta que o quadro pertencia a esta família desde 1848, que não tinha conhecimento da importância e valor da obra.
O quadro foi leiloado a 8 de Julho de 2008 pela Christie's em Londres e atingiu um valor de 15 milhões de Euros.